# Mark Kelly (Politiker)

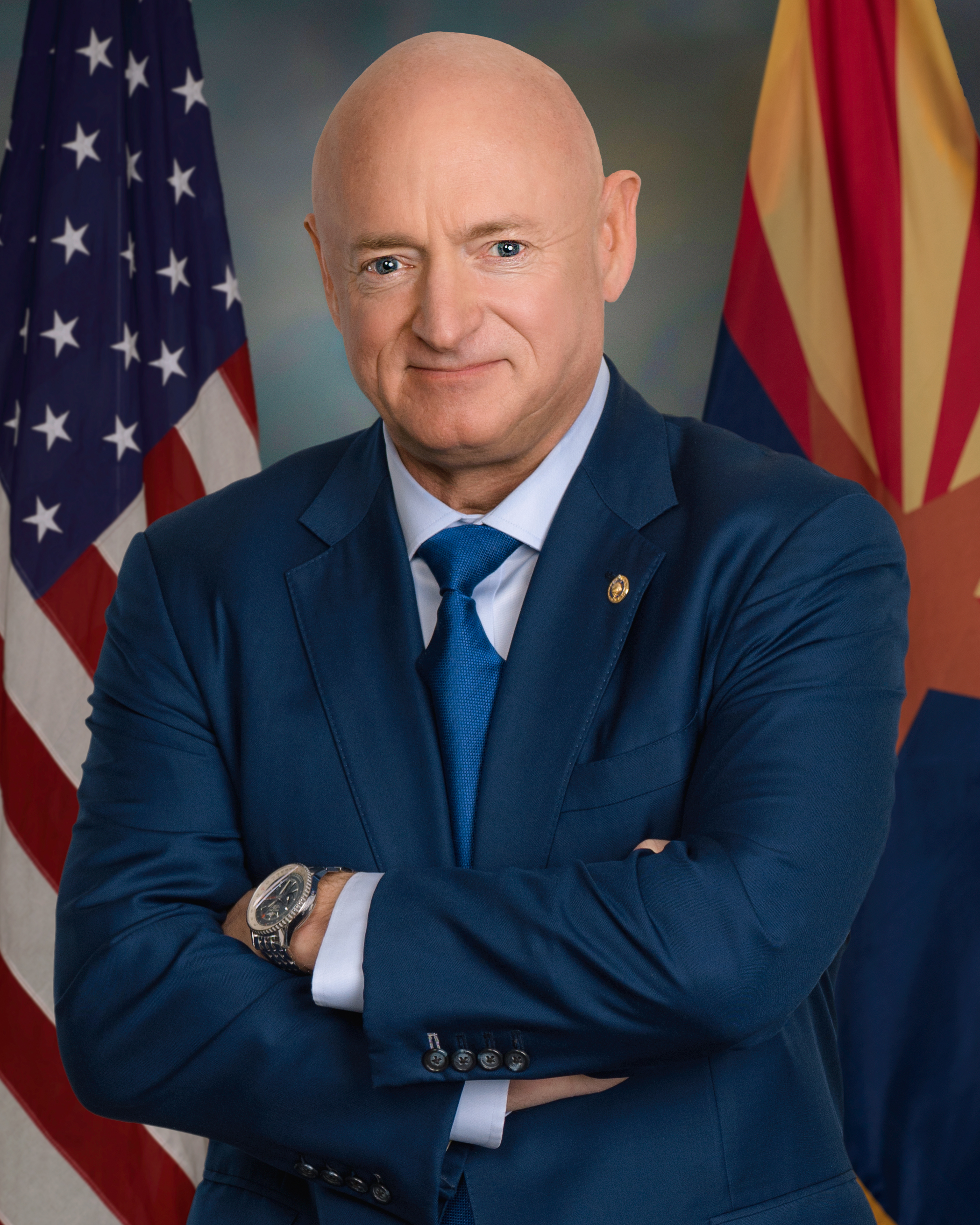
Mark Kelly, 2021

Mark Edward Kelly (* 21. Februar 1964 in Orange, New Jersey) ist ein US-amerikanischer Politiker, Senator der Demokratischen Partei und ehemaliger Astronaut. Sein sechs Minuten jüngerer Zwillingsbruder Scott war ebenfalls Raumfahrer.
Mark Kelly gewann bei der Wahl zum Senat der Vereinigten Staaten in Arizona am 3. November 2020 gegen die republikanische Amtsinhaberin Martha McSally und zog am 2. Dezember 2020 in den Senat ein.
Bei den Midtermwahlen am 8. November 2022 setzte er sich gegen seinen Herausforderer Blake Masters durch.

## Familie und Ausbildung
Kelly wurde in Orange geboren; in der wenige Kilometer entfernten Stadt West Orange wuchs er auf und ging dort zur Schule. Kelly verließ 1982 die High School und nahm ein Studium an der United States Merchant Marine Academy auf. Die USMMA, eine der fünf öffentlichen US-Militärakademien, ist zuständig für die Handelsmarine und befindet sich in Kings Point (New York). Kelly studierte Schiffsmaschinenbau sowie Seetransport, wurde in Navigation, Schiffsführung und Seerecht geschult, und erhielt im Juni 1986 seinen Bachelor of Science (mit Auszeichnung).
Anschließend machte Kelly bis zum Dezember 1987 seinen Pilotenschein und wurde dann auf die Naval Air Station Whidbey Island in Oak Harbor (Washington) versetzt. Nach einem weiterführenden Lehrgang auf dem Flugzeugmuster A-6E „Intruder“ wurde er der 115. Angriffsstaffel (Navy-Bezeichnung VA-115) zugeteilt. Die Staffel, die sich selbst die „Eagles“ nennt, war damals in Japan stationiert und wurde bis zu dessen Außerdienststellung 1992 auf dem Flugzeugträger Midway eingesetzt. In dieser Zeit wurde die Midway zweimal in den Persischen Golf beordert: Ab Ende Mai 1989 flogen die „Eagles“ zwei Monate lang Geleitschutz von kuwaitischen Öltankern. Zur Unterstützung der Operation Desert Shield während des Zweiten Golfkriegs fuhr die Midway im Oktober 1990 erneut in den Persischen Golf. Die „Eagles“ flogen dann im Rahmen der „Operation Desert Storm“ Einsätze gegen Ziele im Irak. Das VA-115 flog bis Mitte April 1991 insgesamt 456 Kampfeinsätze, davon flog Kelly 39.
Im Juli 1991 ging Kelly nach Monterey in Kalifornien. An der dortigen Naval Postgraduate School (NPS) studierte er Luftfahrttechnik und erhielt im Oktober 1992 das Master-Diplom. Ab Juni 1993 wurde er zwölf Monate an der US Naval Test Pilot School (USNTPS) in Patuxent River (Maryland) zum Testpiloten ausgebildet. Danach arbeitete Kelly am Strike Aircraft Test Squadron, das sich bei der USNTPS befindet, und arbeitete an der Modifikation mehrerer Flugzeugtypen für deren Einsatz auf Flugzeugträgern.
Kelly ist in zweiter Ehe mit der Politikerin Gabrielle Giffords verheiratet und hat zwei Kinder aus erster Ehe.

## Astronautentätigkeit
Kelly war Fluglehrer an der USNTPS, als ihn die NASA 1996 für die 16. Astronautengruppe auswählte. Er zählte zu den insgesamt 2.432 Kandidaten, die den formalen Auswahlkriterien entsprachen. Daraus gingen 123 Finalisten hervor, die zwischen Oktober 1995 und Februar 1996 das Johnson Space Center in Houston besuchten, um Bewerbungsgespräche zu führen und medizinisch untersucht zu werden. Kelly stellte sich mit der zweiten Finalistengruppe Anfang November 1995 der Auswahlkommission vor.
Erstmals in der Geschichte der NASA waren Zwillinge in die Endrunde der Astronautenauswahl gekommen und wurden nominiert. Mark und sein eineiiger Zwillingsbruder Scott sind beide ausgebildete Marine- und Testpiloten und waren 32 Jahre alt, als die 16. Astronautengruppe im Mai 1996 vorgestellt wurde. Das Durchschnittsalter der 1996er Gruppe lag bei 36 Jahren.
Mitte August 1996 begannen Mark und Scott Kelly zusammen mit den 42 anderen Bewerbern – 10 Piloten (darunter die beiden Kellys), 25 Missionsspezialisten und neun internationale Anwärter – die zweijährige Grundausbildung.
Mark Kelly wurde nach seinem Basistraining zum Shuttle-Piloten ab Herbst 1998 in der Computerabteilung des Astronautenbüros eingesetzt.

### STS-108
Im Januar 2001 wurde Kelly für seine erste Mission aufgestellt. STS-108 fand im Dezember 2001 statt und war der zwölfte Flug eines Shuttle zur Internationalen Raumstation (ISS). Hauptaufgabe war der Austausch der ISS-Crew: Die drei Mann starke 4. Stammbesatzung startete mit der Endeavour und löste Stammbesatzung 3 ab. Diese, ebenfalls aus drei Raumfahrern bestehend, kehrte nach vier Monaten auf der Station zur Erde zurück. Kelly steuerte gemeinsam mit seinem Kommandanten Dominic Gorie die Raumfähre. Außerdem bediente er den Roboterarm (RMS) des Shuttle: Als die Missionsspezialisten Daniel Tani und Linda Godwin eine Außenbordtätigkeit durchführten, war Kelly an den RMS-Kontrollen, um zu assistieren. Er war es auch, der das Mehrzweck-Modul Raffaello zu Beginn des Fluges an die ISS andockte und kurz vor der Rückkehr wieder in der Nutzlastbucht verstaute. Die Mission ging nach zwölf Tagen zu Ende.

### STS-121
Mitte Dezember 2002 gab die NASA bekannt, dass Kelly für seinen zweiten Flug ausgewählt worden sei. Zusammen mit Steven Lindsey als Kommandant sowie den Missionsspezialisten Carlos Noriega und Michael Gernhardt sollte er mit STS-119 Anfang 2004 zur ISS fliegen. Neben drei weiteren Missionsspezialisten sollte eine frische dreiköpfige ISS-Besatzung an Bord sein. Die Crew hätte also zehn Personen umfassen sollen, denn die abgelöste ISS-Crew sollte mit Kelly, Lindsey & Co. wieder zur Erde zurückkehren.
Ein halbes Jahr nach dem Columbia-Absturz wurde Kelly Anfang Dezember 2003 einer neuen Mission zugeteilt. Statt STS-119 sollte er als Pilot auf STS-121 fliegen. Diese Mission war nach STS-107 zusätzlich ins Flug-Manifest aufgenommen worden. Da Kellys Flug STS-119 viel später durchgeführt werden sollte, zu dem Zeitpunkt aber nicht so viele trainierte Astronauten zur Verfügung standen, wurde er STS-121 zugeteilt. Dieser Flug wurde nach mehreren Verschiebungen im Juli 2006 durchgeführt. Hauptaufgaben waren einmal, nachzuweisen, dass die nach STS-107 und STS-114 angegangenen Verbesserungen am Space Shuttle funktionieren und zum anderen, die ISS mit Gütern zu versorgen und deren zweiköpfige Mannschaft durch ein weiteres Besatzungsmitglied zu verstärken. Damit arbeiteten seit der ISS-Expedition 6 wieder drei Raumfahrer auf der Station. Außerdem führte die Shuttle-Crew drei Außenbordarbeiten durch, bevor der Flug nach zwei Wochen zu Ende ging.

### STS-124
Im März 2007 erhielt Kelly sein erstes eigenes Kommando. Der Start von STS-124 erfolgte am 31. Mai 2008, die Landung am 14. Juni 2008.
Die Mission brachte einen weiteren Teil des japanischen Kibō-Moduls (Japanese Experiment Module – Pressurized Module; JEM-PM) und den japanischen Roboterarm (JEM-RMS) zur ISS. 

### STS-134
Am 11. August 2009 wurde Kelly für die Shuttle-Mission STS-134 nominiert. Dieser Flug fand am 16. Mai 2011 statt. Da seine Frau im Januar 2011 bei einem Attentat in Tucson schwer verletzt wurde, war vorübergehend ungewiss, ob Kelly tatsächlich an der Mission teilnehmen würde. Als eventueller Ersatz wurde Rick Sturckow nominiert. Kelly konnte jedoch seinen Platz wieder einnehmen, und unter seinem Kommando startete die Raumfähre Endeavour am 16. Mai 2011 zu ihrem letzten Flug. Sie landete am 1. Juni 2011.

## Politisches Engagement

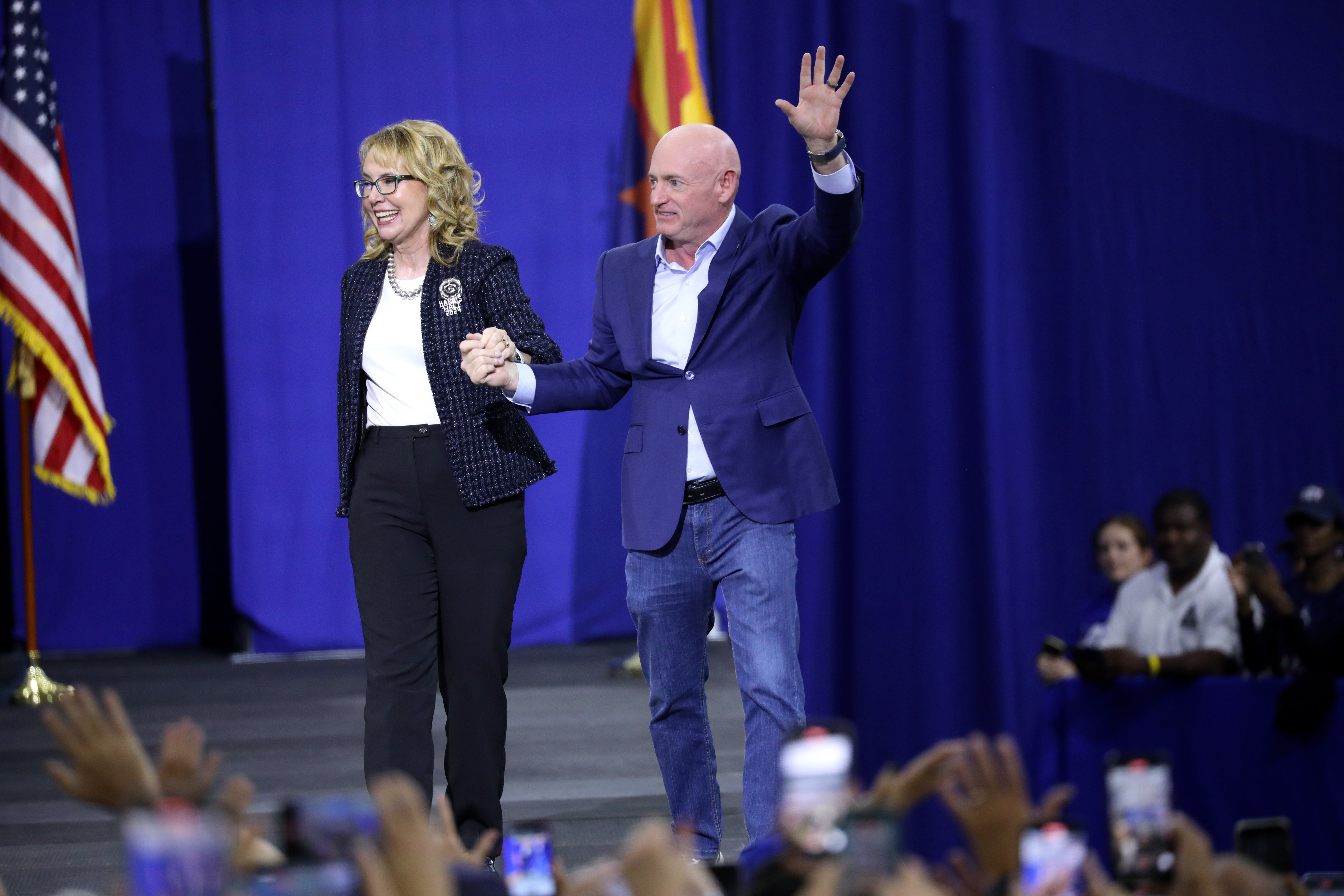
Kelly mit seiner Ehefrau Gabrielle Giffords

Bei einem Attentat am 8. Januar 2011 wurde Kellys Ehefrau, die Politikerin Gabrielle Giffords, schwer verletzt. Am 21. Juni 2011 gab er bekannt, die NASA und die Marine zum 1. Oktober 2011 zu verlassen. Zusammen mit seiner Frau gründete er Anfang 2013 die Lobbyorganisation Americans for Responsible Solutions, die sich für stärkere Kontrollen beim Verkauf von Waffen einsetzt.
Mehrfach schlug Kelly Anfragen für eine politische Kandidatur aus. Nach der Ernennung Martha McSallys zur Interimssenatorin für Arizona im Januar 2019 erklärte er sein Interesse, bei der Nachwahl im November 2020 gegen sie für den Senatssitz anzutreten, den bis zu seinem Tod John McCain innegehabt hatte. Als weitere mögliche Kandidaten der Demokraten für diese als offen geltende Wahl wurden die Kongressabgeordneten Ruben Gallego und Greg Stanton sowie der frühere Stabschef John McCains, Grant Woods, genannt. Am 12. Februar 2019 gab Kelly seine Senatskandidatur in der Vorwahl der Demokraten bekannt. Im März verzichtete Gallego auf eine Kandidatur, was Kelly zum klaren Favoriten für die Senatsnominierung machte.
Schließlich gewann er die Wahl gegen seine republikanische Konkurrentin. Am 2. Dezember 2020 wurde er vereidigt. Seine Legislaturperiode im Senat des 117. Kongresses lief bis zum 3. Januar 2023.
Bei den Wahlen zum Senat der Vereinigten Staaten 2022 stellte er sich zur Wiederwahl. Die Primary (Vorwahl) seiner Partei konnte er ohne Gegenkandidaten für sich entscheiden. Er setzte sich am 8. November 2022 gegen Blake Gates Masters von der Republikanischen Partei sowie Marc Victor von der Libertarian Party durch.

### Ausschüsse
Kelly ist aktuell Mitglied in folgenden Ausschüssen des Senats:
- Committee on Armed Services
  - Airland
  - Emerging Threats and Capabilities (Vorsitz)
  - Strategic Forces
- Committee on Energy and Natural Resources
  - National Parks
  - Public Lands, Forests, and Mining
  - Water and Power
- Committee on Environment and Public Works
  - Chemical Safety, Waste Management, Environmental Justice, and Regulatory Oversight
  - Fisheries, Wildlife, and Water
  - Transportation and Infrastructure
- Special Committee on Aging
- Joint Economic Committee

## Auszeichnungen
Auswahl der Dekorationen, sortiert in Anlehnung der Order of Precedence of Military Awards:
- Defense Superior Service Medal (2 ×)
- Legion of Merit
- Distinguished Flying Cross
- Air Medal (4 ×)
- Navy & Marine Corps Commendation Medal (2 ×)
- Navy & Marine Corps Achievement Medal
- Navy Unit Commendation (2 ×)
- National Defense Service Medal (2 ×)
- Southwest Asia Service Medal (2 ×)

## Schriften
- mit Gabrielle Giffords und Jeffrey Zaslow: Gabby: A Story of Courage and Hope. Scribner, 2011, ISBN 978-1-4516-6106-4.